# Roselin noir
Leucosticte atrata
Espèce
Statut de conservation UICN

 EN  : En danger
Le Roselin noir (Leucosticte atrata) est une espèce de passereau de la famille des Fringillidae.

## Description

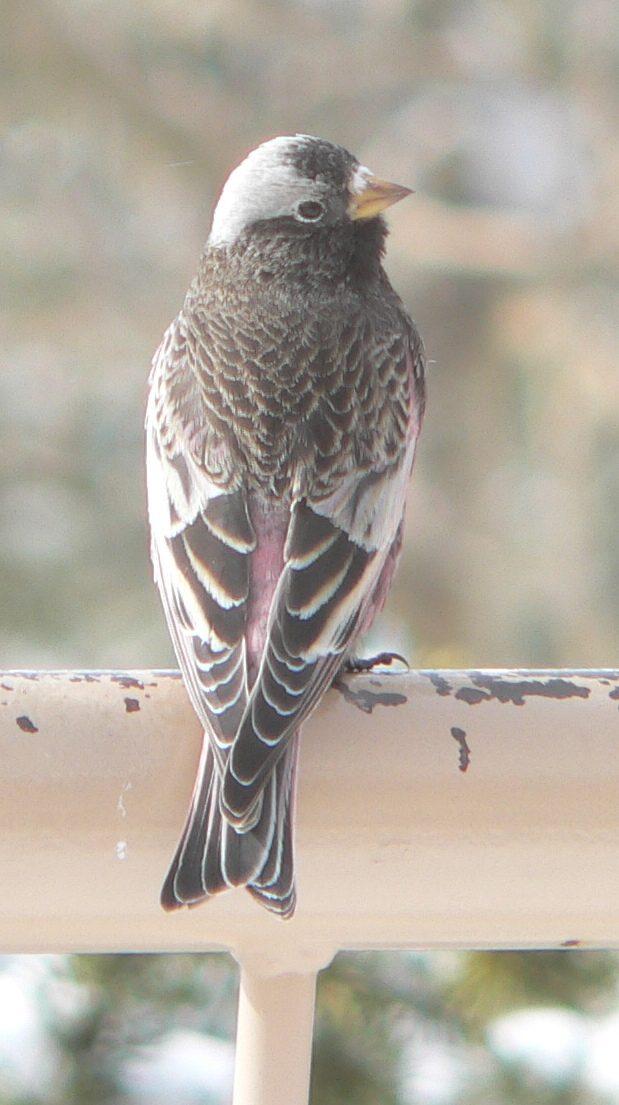
Un roselin noir.

Répartition géographique :
présence toute l'année
aire d'hivernage

## Distribution
Cet oiseau réside dans l'ouest des États-Unis : à travers le sud de l’Idaho, le Wyoming et le sud-ouest du Montana ; il hiverne à plus basse altitude mais son aire déborde jusqu'en Oregon, au Nevada et au Nouveau-Mexique.

## Habitat
Le Roselin noir fréquente les prairies alpines de type toundra pourvues d’une végétation naine et rabougrie avec des conifères à proximité.

## Alimentation
Elle consiste essentiellement en graines avec un complément d’insectes en été.

## Nidification
Le site de nidification est une crevasse ou une cavité de falaise ou de rocher. L’assise du nid est composée de mousse et les parois sont confectionnées d’herbe sèche mêlée à des plumes, des poils et de la mousse. La ponte compte quatre ou cinq œufs blanc pur.

## Mœurs
Les roselins noirs sont des oiseaux très sociaux, vivant en groupes une grande partie de l’année et s’isolant par couples seulement à la saison de nidification. Mais ils commencent à se regrouper dès la fin de l’été. À l’automne, ces troupes descendent dans les vallées pour gagner leurs zones d’hivernage qu’ils partagent parfois avec d’autres espèces appartenant au genre Leucosticte (Roselin à tête grise L. tephrocotis, L. littoralis et Roselin à tête brune L. australis).
French (1959) avait déjà rapporté que des populations de roselins noirs n’hésitent pas, les nuits d’hiver, à se rassembler en grandes troupes pour passer la nuit ensemble dans des grottes, des cavernes et même des puits de mines dans le Nevada et le Wyoming.